# Studio Flad
Studio Flad Co., Ltd. (株式会社スタジオフラッド Kabushiki-gaisha Sutajio Furaddo?) es un estudio de animación japonés con sede en Tokio fundado el 3 de julio de 2013.

## Obras

### Series de televisión
| Año  | Título | Director(es)                    | Fecha de primera transmisión | Fecha de última transmisión | Eps | Nota(s) | Refs.       |
| ---- | --- | ------------------------------- | ---------------------------- | --------------------------- | --- | --- | ----------- |
| 2018 | Dame×Prince                                                                                                   | Makoto Hoshino                  | 10 de enero de 2018          | 28 de marzo de 2018         | 12  | Basado en una novela visual otome de NHN PlayArt.                                                                     | [ 2 ]       |
| 2021 | Shin no Nakama ja Nai to Yuusha no Party wo Oidasareta node, Henkyou de Slow Life suru Koto ni Shimashita     | Makoto Hoshino                  | 6 de octubre de 2021         | 29 de diciembre de 2021     | 13  | Basada en una novela ligera escrita por Zappon. Coproducción con Wolfsbane.                                           | [ 3 ]       |
| 2022 | 4-Nin wa Sorezore Uso wo Tsuku                                                                                | Makoto Hoshino                  | 16 de octubre de 2022        | 25 de diciembre de 2022     | 11  | Basado en un manga escrito por Madoka Kashihara.                                                                      | [ 4 ]       |
| 2024 | Shin no Nakama ja Nai to Yuusha no Party wo Oidasareta node, Henkyou de Slow Life suru Koto ni Shimashita 2nd | Makoto Hoshino Satoshi Takafuji | 7 de enero de 2024           | 24 de marzo de 2024         | 12  | Secuela de Shin no Nakama ja Nai to Yuusha no Party wo Oidasareta node, Henkyou de Slow Life suru Koto ni Shimashita. | [ 5 ] [ 6 ] |
| —    | Alma-chan wa Kazoku ni Naritai                                                                                | Yasuhiro Minami                 | —                            | —                           | —   | Basado en un manga escrito por Nanateru.                                                                              | [ 7 ]       |